# Таннер, Джой
Джой Та́ннер (англ. Joy Tanner; род. 7 марта 1966, Рочестер, Нью-Йорк, США) — канадская актриса.

## Биография
Джой Таннер родилась 7 марта 1966 года в Рочестере (штат Нью-Йорк, США). Она окончила «State University of New York at Potsdam» и «British America Drama Academy». После получения образования Таннер переехала в Канаду, где начала свою кинокарьеру. Она дебютировала в кино в 1992 году, сыграв Лору в фильме «Ночь студенческого бала 4: Избавь нас от лукавого». В 2009—2013 года Таннер играла роль миссис Лоры Койн в телесериале «Деграсси: Следующее поколение». Всего она сыграла в 41 фильме и телесериале.
В 2000-х годах Джой состояла в фактическом браке. У неё есть сын (родился в 2005 году).

## Фильмография
| Год          |   | Русское название                                  | Оригинальное название                    | Роль                         |
| ------------ | - | ------------------------------------------------- | ---------------------------------------- | ---------------------------- |
| 1992         | ф | Ночь студенческого бала 4: Избавь нас от лукавого | Prom Night IV: Deliver Us from Evil      | Лора                         |
| 1995         | с | Рыцарь навсегда                                   | Forever Knight                           | Кристин Блэк                 |
| 1996         | с | Мурашки                                           | Goosebumps                               | Сарабет                      |
| 1997—1999    | с | Пси Фактор: Хроники паранормальных явлений        | PSI Factor: Chronicles of the Paranormal | Лорен Кук / Сидни Тестаросса |
| 1998         | с | Ворон: Лестница в небо                            | The Crow: Stairway to Heaven             | Соня Скавуоло                |
| 1999         | с | Земля: Последний конфликт                         | Earth: Final Conflict                    | доктор Меган Кэтлет          |
| 2001         | с | Мутанты Икс                                       | Mutant X                                 | Кендра МакЭвой               |
| 2002         | с | Охотники за древностями                           | Relic Hunter                             | Джина                        |
| 2007         | с | Регенезис                                         | ReGenesis                                | доктор Алекс Лоуэн           |
| 2009—2013    | с | Деграсси: Следующее поколение                     | Degrassi: The Next Generation            | миссис Лора Койн             |
| 2011         | с | Молокососы                                        | Skins                                    | Бет Люцерн                   |
| 2012         | ф | Дом в конце улицы                                 | House at the End of the Street           | Бонни Рейнольдс              |
| 2020 — н. в. | с | Лок и ключ                                        | Locke & Key                              | Эрин Восс                    |